# Nathan D'Haemers
Nathan D'Haemers (Waregem, 26 januari 1978) is een Belgisch voormalig voetballer. Hij raakte vooral bekend toen hij speelde voor de fusieclub SV Zulte Waregem maar hij speelde voor de fusie ook nog voor KSV Waregem. De Belgische middenvelder viel in 2006 op met zijn club in de hoogste Belgische divisie, de Jupiler League.
Door zijn opvallende prestaties bij zijn club, kwam D'Haemers al snel in beeld bij de 'Rode Duivels', het nationale voetbalteam van België. Voormalig bondscoach René Vandereycken, ex-trainer van onder andere het Nederlandse FC Twente, riep D'Haemers (samen met negen andere nieuwe spelers) op voor de Rode Duivels. De snelle middenvelder van SV Zulte Waregem mocht op 6 mei 2006 invallen in de wedstrijd tegen het nationale elftal van Saoedi-Arabië.

## SV Zulte Waregem en andere ploegen
Nathan D'Haemers was vijf jaar speler van SV Zulte Waregem. De Belg kwam eerder al uit voor Evergem, SC Lokeren, SK De Jeugd Lovendegem en KSV Waregem. Hij werd als een echte clubspeler aanzien,gezien zijn 10 jaren dienst bij SV Waregem en later SV Zulte Waregem. Sommige supporters van Zulte Waregem waren ervan overtuigd dat hij zijn carrière ook zou afsluiten bij Zulte Waregem, maar na het seizoen 2007-2008 raakte bekend dat hij voor tweedeklasser SK Beveren ging spelen. In het seizoen 2009-2010 verhuisde Nathan D'Haemers naar SK Lovendegem.
In het seizoen 2013-2014 speelt D'Haemers bij KFC Eendracht Zele in vierde klasse B. Hier werd hij in zijn eerste seizoen meteen kampioen en promoveert de club naar derde nationale.
Een jaar later ging hij terug naar zijn club van oorsprong, KFC Evergem Center. Hier komt hij uit in 2de provinciale A.